# Campeonato Mineiro de Voleibol Masculino de 2020
O Campeonato Mineiro de Voleibol Masculino de 2020 é a edição desta competição organizada pela Federação Mineira de Vôlei. Participam do torneio quatro equipes provenientes dos municípios mineiros Belo Horizonte, Contagem, Montes Claros e Uberlândia, a primeira fase no período de 8 a 11 de outubro, a fase final de 16 a 17 de outubro, todos os jogos realizados na Arena Minase com transmissão por parte do serviço streaming TVNSports.
O Campeonato Mineiro Masculino 2020 seguirá protocolos de segurança à saúde pública, devido a pandemia de Covid-19, cuja verificação foi pela Sociedade Mineira de Infectologia, ocorrendo a diminuição do número de pessoas: profissionais das equipes participantes, funcionários da sede, FMV e da TV que detém direito à transmissão das partidas, não sendo possível a presença de torcedores e imprensa..

## Sistema de Disputa
O torneio será disputado em fase classificatória, totalizando 6 jogos (pontos corridos), e fase final abrangendo semifinal, final e disputa de terceiro lugar, definindo assim o pódio.

## Equipes Participantes
Equipes que disputam a Campeonato Mineiro de Voleibol Masculino de 2020.:
| Equipe                      | Cidade         | Última participação | Mineiro 2019 |
| --------------------------- | -------------- | ------------------- | ------------ |
| Sada Cruzeiro               | Contagem       | Mineiro 2019        | 1º           |
| Minas Tênis Clube           | Belo Horizonte | Mineiro 2019        | 2º           |
| Montes Claros América Vôlei | Montes Claros  | Mineiro 2019        | 3º           |
| Azulim/Gabarito/Uberlândia  | Uberlândia     | Mineiro 2019        | 5º           |

### Classificação
- Vitória por 3 sets a 0 ou 3 a 1: 3 pontos para o vencedor;
- Vitória por 3 sets a 2: 2 pontos para o vencedor e 1 ponto para o perdedor.
- Não comparecimento, a equipe perde 2 pontos.
- Em caso de igualdade por pontos, os seguintes critérios servem como desempate: número de vitórias, média de sets e média de pontos.

## Fase classificatória
|  |                                     |
|  | Equipe classificada às semi-finais. |

|     |                             |     | Jogos | Jogos | Jogos | Resultados | Resultados | Resultados | Resultados | Resultados | Resultados | Sets | Sets | Sets  | Pontos | Pontos | Pontos |
| Pos | Equipe                      | Pts | T     | V     | D     | 3–0        | 3–1        | 3–2        | 2–3        | 1–3        | 0–3        | V    | P    | R     | V      | P      | R      |
| --- | --------------------------- | --- | ----- | ----- | ----- | ---------- | ---------- | ---------- | ---------- | ---------- | ---------- | ---- | ---- | ----- | ------ | ------ | ------ |
| 1   | Sada Cruzeiro               | 8   | 3     | 3     | 0     | 2          | 0          | 1          | 0          | 0          | 0          | 9    | 2    | 4.500 | 266    | 219    | 1.215  |
| 2   | Minas Tênis Clube           | 7   | 3     | 2     | 1     | 0          | 2          | 0          | 1          | 0          | 0          | 8    | 5    | 1.600 | 286    | 276    | 1.036  |
| 3   | Montes Claros América Vôlei | 3   | 3     | 1     | 2     | 0          | 1          | 0          | 0          | 1          | 1          | 4    | 7    | 0.571 | 240    | 269    | 0.892  |
| 4   | Azulim/Gabarito/Uberlândia  | 0   | 3     | 0     | 3     | 0          | 0          | 0          | 0          | 2          | 1          | 2    | 9    | 0.222 | 245    | 273    | 0.897  |

Resultados
- 1ª Rodada;

| 8 de outubro de 2020 19:00 Relatório | Minas Tênis Clube | 3 — 1                   | Montes Claros América Vôlei | Arena Minas, Belo Horizonte |
| 8 de outubro de 2020 19:00 Relatório | 25 22 25          | Set 1 Set 2 Set 3 Set 4 | 16 18 25 21                 | Arena Minas, Belo Horizonte |

| 8 de outubro de 2020 21:00 Relatório | Azulim/Gabarito/Uberlândia | 0 — 3             | Sada Cruzeiro | Arena Minas, Belo Horizonte |
| 8 de outubro de 2020 21:00 Relatório | 21 24 22                   | Set 1 Set 2 Set 3 | 25 26 25      | Arena Minas, Belo Horizonte |

- 2ª Rodada

| 9 de outubro de 2020 18:00 Relatório | Minas Tênis Clube | 3 — 1                   | Azulim/Gabarito/Uberlândia | Arena Minas, Belo Horizonte |
| 9 de outubro de 2020 18:00 Relatório | 25 22 25          | Set 1 Set 2 Set 3 Set 4 | 20 21 25 16                | Arena Minas, Belo Horizonte |

| 9 de outubro de 2020 20:00 Relatório | Sada Cruzeiro | 3 — 0             | Montes Claros América Vôlei | Arena Minas, Belo Horizonte |
| 9 de outubro de 2020 20:00 Relatório | 25 26         | Set 1 Set 2 Set 3 | 21 22 17                    | Arena Minas, Belo Horizonte |

- 3ª Rodada

| 10 de outubro de 2020 15:00 Relatório | Montes Claros América Vôlei | 3 — 1                   | Azulim/Gabarito/Uberlândia | Arena Minas, Belo Horizonte |
| 10 de outubro de 2020 15:00 Relatório | 28 25 22 25                 | Set 1 Set 2 Set 3 Set 4 | 26 22 25 23                | Arena Minas, Belo Horizonte |

| 11 de outubro de 2020 11:00 Relatório | Sada Cruzeiro  | 3 — 2                         | Minas Tênis Clube | Arena Minas, Belo Horizonte |
| 11 de outubro de 2020 11:00 Relatório | 25 23 25 26 15 | Set 1 Set 2 Set 3 Set 4 Set 5 | 15 25 15 28 9     | Arena Minas, Belo Horizonte |

## Fase final
- Todos os jogos no horário do Brasil.
- Local:Arena Minas, Belo Horizonte

|  | Semifinais                  | Semifinais            |   |                            | Final                       | Final |  |
|  |                             |                       |   |                            |                             |       |  |
|  | 16 de outubro - 18ː00       |                       |   |                            |                             |       |  |
|  | Sada Cruzeiro               | 3                     |   |                            |                             |       |  |
|  | Azulim/Gabarito/Uberlândia  | 2                     |   |                            |                             |       |  |
|  |                             |                       |   |                            |                             |       |  |
|  |                             |                       |   |                            | 17 de outubro - 19ː00       |       |  |
|  |                             |                       |   |                            | Sada Cruzeiro               | 3     |  |
|  |                             | Minas Tênis Clube     | 1 |                            |                             |       |  |
|  |                             |                       |   |                            |                             |       |  |
|  |                             |                       |   |                            |                             |       |  |
|  |                             |                       |   |                            | Terceiro lugar              |       |  |
|  | 16 de outubro - 20ː00       | 16 de outubro - 20ː00 |   | 17 de outubro - 17ː00      | 17 de outubro - 17ː00       |       |  |
|  | Minas Tênis Clube           | 3                     |   | Azulim/Gabarito/Uberlândia | 3                           |       |  |
|  | Montes Claros América Vôlei | 0                     |   |                            | Montes Claros América Vôlei | 2     |  |

### Semifinal
| 16 de outubro de 2020 18ː00 Relatório | Sada Cruzeiro  | 3 — 2                         | Azulim/Gabarito/Uberlândia | Arena Minas, Belo Horizonte' |
| 16 de outubro de 2020 18ː00 Relatório | 25 21 27 22 16 | Set 1 Set 2 Set 3 Set 4 Set 5 | 21 25 14                   | Arena Minas, Belo Horizonte' |

| 16 de outubro de 2020 20ː00 Relatório | Minas Tênis Clube | 3 — 0             | Montes Claros América Vôlei | Arena Minas, Belo Horizonte' |
| 16 de outubro de 2020 20ː00 Relatório | 25                | Set 1 Set 2 Set 3 | 18 23 17                    | Arena Minas, Belo Horizonte' |

### Terceiro lugar
| 17 de outubro de 2020 17ː00 Relatório | Azulim/Gabarito/Uberlândia | 3 — 2                         | Montes Claros América Vôlei | Arena Minas, Belo Horizonte' |
| 17 de outubro de 2020 17ː00 Relatório | 19 25 22 16                | Set 1 Set 2 Set 3 Set 4 Set 5 | 25 22 20 25 14              | Arena Minas, Belo Horizonte' |

### Final
| 17 de outubro de 2020 19ː00 Relatório | Sada Cruzeiro | 3 — 1                   | Minas Tênis Clube | Arena Minas, Belo Horizonte |
| 17 de outubro de 2020 19ː00 Relatório | 25 23 25      | Set 1 Set 2 Set 3 Set 4 | 21 17 25 23       | Arena Minas, Belo Horizonte |

## Classificação final
| Classficação | Equipe                      |
| ------------ | --------------------------- |
| 1            | Sada Cruzeiro               |
| 2            | Minas Tênis Clube           |
| 3            | Azulim/Gabarito/Uberlândia  |
| 4            | Montes Claros América Vôlei |

## Premiações
| Campeonato Mineiro de 2020               |
| ---------------------------------------- |
| Sada Cruzeiro Vôlei Campeão (11º título) |